# Groenbuikfeeënhoningzuiger
De groenbuikfeeënhoningzuiger (oude naam feeënhoningzuiger, Cinnyris pulchellus, synoniem: Nectarinia pulchella ) is een zangvogel uit de familie  Nectariniidae (honingzuigers). Eerder werd de zwartbuikfeeënhoningzuiger (C. melanogastrus) beschouwd als een ondersoort van deze vogel.

## Kenmerken
Het mannetje van de groenbuikfeeënhoningzuiger is 14 tot 17 cm lang en weegt 5,6 tot 10,2 g; het vrouwtje is 9 tot 11 cm en weegt 5,6 tot 8 g. Het verenkleed van het mannetje in de broedtijd bestaat uit iriserend smaragdgroene bovendelen en borst en een lange blauwe staart. Tussen buik en borst zit een geel met oranje vlek. Het vrouwtje en het mannetje buiten de broedtijd zijn grijsbruin van boven en dof geel op borst en buik. De lange snavel is neerwaarts gebogen.

## Verspreiding en leefgebied
Deze vogel komt voor van Mauritanië tot Sierra Leone en oostelijk tot Eritrea, westelijk Ethiopië en noordwestelijk Kenia. Het leefgebied bestaat uit doornig stuikgewas  met verspreid bos in savanne of langs kusten, mangrove, parken en tuinen.

## Status
De groenbuikfeeënhoningzuiger heeft een groot verspreidingsgebied en daardoor is de kans op de status  kwetsbaar (voor uitsterven) gering. De grootte van de populatie is niet gekwantificeerd, maar is stabiel. Om deze redenen staat deze honingzuiger als niet bedreigd op de Rode Lijst van de IUCN.